# IEEE 754-2008

Format de punt flotant mitjà IEEE 754r.

IEEE 754-2008 (anteriorment conegut com IEEE 754r) és una revisió de l'estàndard IEEE 754 per a l'aritmètica de coma flotant. Es va publicar l'agost de 2008 i és una revisió significativa i substitueix l'estàndard IEEE 754-1985. La revisió de 2008 va ampliar l'estàndard anterior on era necessari, va afegir aritmètica decimal i formats, va endurir certes àrees de l'estàndard original que es van deixar sense definir i es va fusionar en IEEE 854 (l'estàndard de coma flotant independent de la base). En alguns casos, on les definicions més estrictes de l'aritmètica binària de coma flotant podrien ser incompatibles amb alguna implementació existent, es van fer opcionals. El 2019, es va actualitzar amb una revisió menor IEEE 754-2019.

## Procés de revisió
L'estàndard estava en revisió des de l'any 2000, amb una data d'acabament objectiu el desembre de 2006. La revisió d'un estàndard IEEE segueix, a grans trets, tres fases:
1. Grup de treball – un comitè que crea un esborrany d'estàndard
2. Butlleta – les persones interessades se subscriuen al grup de votació i voten l'esborrany (el 75% del grup ha de participar, i el 75% ha d'aprovar perquè l'esborrany tiri endavant); els comentaris de les votacions es resolen per un Comitè de resolució de votacions (BRC) i els canvis fets s'han de recircular amb una nova votació si són substantius
3. Quan es resolen tots els comentaris i no hi ha més canvis, l'esborrany s'envia a l'IEEE per a la seva revisió, aprovació i publicació (això també pot provocar canvis i votacions, tot i que això és rar).

L'11 de juny de 2008, va ser aprovat per unanimitat pel Comitè de revisió de l'IEEE (RevCom) i va ser aprovat formalment per la Junta d'estàndards IEEE-SA el 12 de juny de 2008. Va ser publicat el 29 d'agost de 2008.

## Fase del Grup de Treball 754r
La participació en l'elaboració de l'estàndard estava oberta a persones amb coneixements sòlids d'aritmètica de coma flotant. Més de 90 persones van assistir almenys a una de les reunions mensuals, que es van fer a Silicon Valley, i moltes més van participar a través de la llista de correu.

## Publicació IEEE Std 754-2008
El nou IEEE 754 (formalment IEEE Std 754-2008, l'estàndard IEEE per a l'aritmètica de coma flotant) va ser publicat per la IEEE Computer Society el 29 d'agost de 2008, i està disponible al lloc web IEEE Xplore.
Aquest estàndard substitueix IEEE 754-1985. IEEE 854, l'estàndard de punt flotant Radix-Independent es va retirar el desembre de 2008.

## Resum de les revisions
Les millores més òbvies a l'estàndard són l'addició d'un tipus binari de 16 bits i un de 128 bits i tres tipus decimals, algunes operacions noves i moltes funcions recomanades. No obstant això, hi ha hagut aclariments significatius en la terminologia. Aquest resum destaca les principals diferències de cada clàusula principal de la norma.
L'abast (determinat pel patrocinador de l'estàndard) s'ha ampliat per incloure formats decimals i aritmètics, i afegeix formats ampliables.
Moltes de les definicions s'han reescrit per aclarir i coherència. Alguns termes s'han canviat de nom per a més claredat (per exemple, denormalized s'ha canviat de nom a subnormal).
La descripció dels formats s'ha fet més regular, amb una distinció entre formats aritmètics (en els quals es pot dur a terme l'aritmètica) i formats d'intercanvi (que tenen una codificació estàndard). La conformitat amb l'estàndard es defineix ara en aquests termes.
S'han enumerat els nivells d'especificació d'un format de coma flotant, per aclarir la distinció entre:
1. els nombres reals teòrics (una recta numèrica estesa).
2. les entitats que es poden representar en el format (un conjunt finit de nombres, juntament amb −0, infinits i NaN).
3. les representacions particulars de les entitats: signe-exponent-significant, etc.
4. el patró de bits (codificació) utilitzat.